# Farsa do estupro do time de lacrosse da Universidade Duke
A farsa do estupro do time de lacrosse da Universidade Duke foi um incidente amplamente noticiado em 2006, ocorrido em Durham, Carolina do Norte, Estados Unidos, no qual três membros da equipe masculina de lacrosse da Universidade Duke, os Duke Blue Devils, foram falsamente acusados de estupro. Os três estudantes acusados foram David Evans, Collin Finnerty e Reade Seligmann. A acusadora, Crystal Mangum, era estudante da Universidade Central da Carolina do Norte [en] e trabalhava como dançarina de striptease em tempo parcial. Ela alegou que o estupro ocorreu na residência de dois capitães da equipe em Durham, onde trabalhou em 13 de março de 2006. A investigação e resolução do caso geraram amplos debates públicos sobre racismo, violência sexual, viés da mídia e devido processo legal em campi universitários. O então promotor principal, Mike Nifong [en], do condado de Durham, Carolina do Norte, acabou renunciando em desgraça, sendo cassado e brevemente preso por violar padrões éticos. Em dezembro de 2024, Mangum admitiu ter fabricado a acusação de agressão e prestado falso testemunho.
Em 11 de abril de 2007, o Procurador-Geral da Carolina do Norte [en], Roy Cooper, arquivou todas as acusações, declarando os três jogadores de lacrosse "inocentes" e vítimas de uma "precipitação trágica para acusar". Cooper descreveu Nifong como um "promotor desonesto"; ele se retirou do caso em janeiro de 2007 após a Ordem dos Advogados da Carolina do Norte apresentar acusações éticas contra ele. Em junho de 2007, Nifong foi cassado por "desonestidade, fraude, engano e má representação", tornando-se o primeiro promotor na Carolina do Norte a ser cassado por conduta em julgamento. Nifong cumpriu um dia de prisão por mentir sobre o compartilhamento de testes de DNA (desacato ao tribunal); ele não entregou os resultados à equipe de defesa. O diretor do laboratório afirmou que houve um mal-entendido, e Nifong alegou que foi devido à memória fraca. A análise de DNA não mostrou evidências de nenhum dos homens acusados; Mangum não foi acusada por suas falsas alegações.
Cooper destacou várias inconsistências entre os relatos de Mangum sobre a noite e os álibis apresentados por Seligmann e Finnerty, que foram corroborados por evidências forenses. O Departamento de Polícia de Durham foi duramente criticado por violar suas próprias políticas ao: permitir que Nifong atuasse como chefe de fato da investigação; usar um procedimento de identificação fotográfica apenas de suspeitos, considerado não confiável, com Mangum; prosseguir com o caso apesar de grandes discrepâncias nas anotações feitas pelo Investigador Benjamin Himan e pelo Sargento Mark Gottlieb; e distribuir um cartaz que parecia presumir a culpa dos suspeitos logo após as acusações serem tornadas públicas. Os três estudantes moveram uma ação civil contra a Universidade Duke, que foi resolvida com o pagamento de aproximadamente US$ 20 milhões para cada demandante. Os estudantes também buscaram indenizações adicionais não especificadas e reivindicaram leis de reforma da justiça criminal em uma ação federal de direitos civis contra a cidade de Durham e seu departamento de polícia.

## Cronologia dos eventos

### Eventos na casa
Em março de 2006, Crystal Mangum, estudante da Universidade Central da Carolina do Norte, trabalhava meio período como dançarina de striptease. Ela era divorciada e sustentava dois filhos. Embora Mangum afirmasse que havia começado a trabalhar como stripper recentemente, investigações posteriores revelaram que ela atuava em clubes de striptease desde pelo menos 2002, período em que foi presa por tentar atropelar um policial em um táxi roubado. O relatório do incidente indicava que ela estava realizando uma dança de colo em um clube de striptease naquela noite.
Em 13 de março de 2006, a equipe de lacrosse realizou uma festa no número 610 da North Buchanan Boulevard, uma casa de propriedade da Universidade Duke e usada como residência fora do campus pelos capitães da equipe masculina de lacrosse da Duke. A festa foi planejada como uma compensação por os jogadores terem de permanecer no campus durante o recesso de primavera, devido ao calendário de competições, e houve consumo de álcool. Vários jogadores não sabiam que dançarinas de striptease haviam sido contratadas, e só após a chegada delas foram solicitados a contribuir para os honorários das dançarinas.
Um capitão da equipe contatou a Allure, uma agência de serviço de acompanhantes, e solicitou duas dançarinas brancas. No entanto, as duas mulheres que chegaram, Mangum e Kim Mera Roberts (também conhecida como Kim Mera Pittman), eram negra e birracial (meio negra, meio asiática), respectivamente. Antes de chegar à festa, Mangum, por sua própria admissão, havia consumido álcool e Flexeril (um relaxante muscular prescrito). Mangum e Roberts foram à festa separadamente. Roberts dirigiu sozinha e chegou primeiro, enquanto Mangum foi deixada no local por um homem.
De acordo com os capitães da equipe, enquanto as dançarinas se apresentavam, um jogador perguntou se elas tinham brinquedos sexuais. Roberts respondeu perguntando se o pênis do jogador era pequeno demais. O jogador exibiu um cabo de vassoura e sugeriu que ela "usasse isso [como brinquedo sexual]". Após essa troca, as mulheres interromperam a apresentação, saíram da sala de estar e se trancaram no banheiro principal da casa. Enquanto as mulheres ainda estavam no banheiro, os jogadores Seligmann e Finnerty deixaram a casa. Quando as mulheres finalmente saíram, Mangum começou a vagar pelo quintal, parcialmente despida e gritando.
Segundo Mangum, as mulheres foram persuadidas a voltar para a casa com um pedido de desculpas, momento em que foram separadas. Ela afirmou posteriormente que foi arrastada para um banheiro e estuprada, espancada e estrangulada por meia hora. Mais tarde, a polícia recebeu uma ligação para o 9-1-1 de uma mulher reclamando que homens brancos reunidos do lado de fora da casa onde a festa ocorreu a chamaram de insultos raciais e ameaçaram sodomizá-la com um cabo de vassoura.
Alguns dos presentes na festa expressaram descontentamento pelo fato de as dançarinas terem feito uma apresentação muito curta, apesar de terem sido pagas várias centenas de dólares chacune para se apresentar. O capitão da equipe que contratou as dançarinas tentou convencê-las a voltar para dentro e completar a apresentação. Ambas retornaram ao interior da casa, mas, ao serem abordadas pelo jogador que anteriormente exibiu o cabo de vassoura, recusaram-se novamente a se apresentar e se trancaram no banheiro mais uma vez. Nesse momento, vários convidados da festa já haviam saído. Os residentes da casa, incluindo Evans, pediram que os demais convidados saíssem, preocupados com o fato de o barulho levar os vizinhos a chamar a polícia. Quando as dançarinas deixaram o banheiro e a casa pela segunda vez, um residente trancou a porta para que elas (e os convidados que haviam saído) não pudessem retornar.
Por volta da 1h00, enquanto tentavam deixar a festa, Mangum e Roberts chamaram os participantes de "garotos brancos de pênis curto" e zombaram dizendo "como ele não conseguia fazer por conta própria e tinha que pagar por isso". Um jogador respondeu: "Pedimos brancas, não negras." Mangum e Roberts partiram no carro de Roberts. Roberts ligou para o 9-1-1 e relatou que havia acabado de sair do número 610 da North Buchanan, e que um "homem branco" gritou "negra" para ela perto do muro do campus leste. A festa terminou pouco depois, e todos, incluindo os residentes, deixaram a casa. A polícia retornou à casa posteriormente, devido à queixa de Roberts, mas não obteve resposta ao bater na porta; um vizinho confirmou que uma festa anterior havia terminado.

### Após a saída
Enquanto Roberts dirigia com Mangum, as duas mulheres começaram a discutir. Roberts parou o carro e tentou empurrar Mangum para fora. Como isso não funcionou, Roberts dirigiu até um supermercado Kroger próximo, entrou, e informou a uma segurança que uma mulher se recusava a sair de seu carro. A segurança foi até o veículo e pediu que Mangum saísse, mas ela permaneceu no carro. A segurança afirmou posteriormente que não sentiu cheiro de álcool no hálito de Mangum, mas suspeitou que ela poderia estar sob efeito de outras drogas. Às 1h22, a segurança ligou para o 9-1-1 para relatar que Mangum se recusava a deixar um veículo que não lhe pertencia. A polícia chegou, retirou Mangum do carro e a questionou.
Como Mangum não tinha identificação, não falava com a polícia, tinha dificuldade para andar e parecia gravemente comprometida, a polícia a levou para o Durham Center Access, uma instituição de saúde mental e tratamento de abuso de substâncias, para internação involuntária. Durante o processo de admissão, ela alegou que havia sido estuprada antes de sua chegada.
Mangum foi transferida para o Centro Médico da Universidade Duke. O exame de sua pele, braços e pernas não revelou inchaço, anormalidades, apenas três pequenos cortes no joelho direito e no calcanhar direito. Quando questionada, ela negou repetida e especificamente ter recebido golpes físicos com as mãos. O exame adicional não mostrou sensibilidade nas costas, peito ou pescoço. No entanto, foi observado um inchaço difuso em sua vagina. Mangum afirmou posteriormente que havia se apresentado usando um vibrador para um casal em um quarto de hotel pouco antes da festa da equipe de lacrosse. Essa atividade, ou uma infecção por fungos, poderia ter causado o inchaço. Os investigadores não registraram outras lesões no restante do relatório.

### E-mail de McFadyen
Algumas horas após o término da festa, Ryan McFadyen, um membro da equipe de lacrosse, enviou um e-mail aos outros jogadores dizendo que planejava convidar algumas strippers, matá-las e cortar sua pele enquanto usava seu uniforme de spandex da Duke e ejaculando.
O e-mail começava:
A quem possa interessar, amanhã à noite, após o show de hoje, decidi convidar algumas strippers para o Edens 2C. Todos são bem-vindos... no entanto, não haverá nudez. Pretendo matar as vadias assim que elas entrarem e prosseguir cortando sua pele enquanto ejaculo no meu spandex da Duke. Todos estão dentro, exceto Arch e Tack [dois de seus colegas de equipe], por favor respondam.
Alguns jogadores sugeriram que o e-mail tinha a intenção de ser uma ironia humorística. Administradores afirmaram que o e-mail era uma imitação de Patrick Bateman, o protagonista do romance de Bret Easton Ellis, American Psycho, que foi lido e discutido em mais de uma aula na Duke, conforme evidenciado pelas respostas por e-mail de outros jogadores. Um deles escreveu: "Eu levo o Phil Collins", uma referência ao livro e filme American Psycho. A polícia divulgou o e-mail de McFadyen, mas se recusou a liberar as trocas de e-mails subsequentes, deixando a impressão de que o e-mail de McFadyen era uma ameaça séria. McFadyen recebeu mil ameaças de morte em uma semana.
O e-mail levou muitas pessoas a presumirem a culpa dos jogadores. McFadyen não foi acusado de nenhum crime, mas foi temporariamente suspenso da Duke, com a universidade citando preocupações de segurança. Ele foi convidado a retornar à Duke para continuar seus estudos no final daquele verão.

## Investigação e processo

### Prisões e cronologia da investigação
Em 14 de março de 2006, um dia após a festa, o Departamento de Polícia de Durham (DPD) iniciou a investigação das alegações de estupro entrevistando Mangum e revistando o número 610 da North Buchanan Boulevard com um mandado. Os três capitães da equipe que residiam na casa, incluindo Evans, forneceram voluntariamente depoimentos e amostras de DNA à polícia e se ofereceram para realizar testes de detector de mentiras. A polícia recusou a oferta.
No dia 15 de março, a DPD tornou a investigação pública quando o Sargento Mark Gottlieb, supervisor da polícia, publicou em um boletim comunitário digital que estavam investigando o estupro de uma jovem por três homens no número 610 da North Buchanan Boulevard em 13 de março, pedindo que qualquer pessoa na área que tivesse visto ou ouvido algo incomum entrasse em contato com o Investigador Benjamin Himan.
Entre 16 e 21 de março, a polícia mostrou a Mangum matrizes fotográficas na tentativa de identificar seus agressores. Cada matriz continha apenas fotos dos membros da equipe de lacrosse. Isso não seguiu a política recomendada pela DPD de incluir fotos de indivíduos não considerados suspeitos (conhecidos como "preenchedores"). Mangum identificou Seligmann como alguém que esteve na festa, mas não como agressor, e não identificou Evans, apesar de ter visto sua foto duas vezes.
Em 27 de março, o promotor do condado de Durham, Carolina do Norte, Mike Nifong, recebeu seu primeiro briefing sobre o caso de Gottlieb e Himan. Algumas horas após o briefing, Nifong fez sua primeira declaração pública sobre o caso. Na semana seguinte, Nifong, segundo sua própria estimativa, concedeu de cinquenta a setenta entrevistas e dedicou mais de quarenta horas a repórteres. Após isso, ele continuou a fazer declarações, embora com menos frequência. Muitas dessas declarações diziam respeito à suposta falha ou recusa dos membros da equipe em fornecer informações às autoridades policiais, à invocação de seus direitos constitucionais, ou consistiam nas próprias opiniões de Nifong de que um crime havia ocorrido, que era motivado por racismo e que um ou mais jogadores de lacrosse eram culpados.
Mangum foi mostrada outra matriz fotográfica contendo apenas fotos dos 46 membros brancos da equipe de lacrosse, incluindo membros que não estiveram na festa. Não havia preenchedores incluídos. As fotos foram apresentadas a Mangum como uma apresentação de Microsoft PowerPoint, com cada foto projetada individualmente para ela, em vez de as fotos serem dispostas juntas. Pela primeira vez, Mangum identificou fotos de Seligmann, Evans e Finnerty como seus agressores. Ela também identificou pelo menos uma outra foto como sendo de um jogador presente na festa; investigações posteriores mostraram que ele não estava lá.
Em 10 de abril, um advogado contratado por um dos jogadores de lacrosse afirmou que fotografias com carimbo de data e hora existiam, mostrando que Mangum já estava ferida quando chegou à festa e estava visivelmente comprometida. Os advogados dos jogadores anunciaram que os testes de DNA realizados pelo laboratório de crimes do estado da Carolina do Norte não conseguiram conectar nenhum membro da equipe masculina de lacrosse da Duke ao suposto estupro.
Seligmann e Finnerty foram presos e indiciados em 18 de abril por acusações de estupro forçado de primeiro grau, ofensa sexual de primeiro grau e sequestro. No mesmo dia, mandados de busca foram executados nos quartos de dormitório de Finnerty e Seligmann. Seligmann teria dito a vários colegas de equipe: "Estou feliz que me escolheram", aludindo a seu álibi na forma de registros de caixa eletrônico, fotografias, registros de celular, um afidávit de um motorista de táxi e um registro de seu DukeCard sendo usado em seu dormitório.
A DNA Security Inc. (DSI), uma empresa privada contratada por Nifong para realizar uma segunda rodada de testes de DNA, produziu um relatório incompleto. O relatório continha uma análise do DNA encontrado em unhas falsas descartadas por Mangum no cesto de lixo do banheiro e concluiu que 2% da população masculina, incluindo Evans, não poderiam ser excluídos de uma correspondência com o DNA das unhas. O diretor da DSI, Brian Meehan, testemunhou posteriormente que, conforme um acordo com Nifong, ele reteve deliberadamente informações do relatório do laboratório.
Em 15 de maio de 2006, o ex-capitão da equipe e graduado pela Duke em 2006, Evans, também foi indiciado por acusações de estupro forçado de primeiro grau, ofensa sexual e sequestro. Pouco antes de se entregar no Centro de Detenção do Condado de Durham, ele declarou publicamente sua inocência e sua expectativa de ser absolvido das acusações em semanas.
Documentos judiciais revelaram que Roberts, em sua declaração inicial, disse que esteve com Mangum durante toda a noite, exceto por um período de menos de cinco minutos. Após ouvir Mangum afirmar que foi agredida sexualmente, Roberts classificou essas alegações como "absurdas".
Em 22 de dezembro de 2006, Nifong abandonou as acusações de estupro contra os três jogadores de lacrosse após Mangum contar a um investigador uma versão diferente dos eventos e dizer que não tinha mais certeza sobre alguns aspectos de sua história original. As acusações de sequestro e ofensa sexual ainda estavam pendentes contra os três jogadores.
Em 28 de dezembro de 2006, a Ordem dos Advogados da Carolina do Norte apresentou acusações éticas contra Nifong por sua conduta no caso, acusando-o de fazer declarações públicas que prejudicaram a administração da justiça e intensificaram a condenação pública dos acusados, além de se envolver em conduta envolvendo desonestidade, fraude, engano ou má representação. O documento de 17 páginas acusou Nifong de violar quatro regras de conduta profissional, listando mais de 100 exemplos de declarações que ele fez à mídia.
Em 12 de janeiro de 2007, Nifong enviou uma carta ao Procurador-Geral da Carolina do Norte, Roy Cooper, solicitando ser retirado do caso. No dia seguinte, 13 de janeiro, Cooper anunciou que seu escritório assumiria o caso.
Em 24 de janeiro de 2007, a Ordem dos Advogados da Carolina do Norte apresentou uma segunda rodada de acusações éticas contra Nifong por abuso sistemático de discricionariedade processual que prejudicou a administração da justiça ao reter evidências de DNA para enganar o tribunal.
Em 23 de março de 2007, Justin Paul Caulfield, analista jurídico da revista esportiva Inside Lacrosse, afirmou na Fox News que as acusações contra Evans, Finnerty e Seligmann seriam em breve retiradas. Embora o Escritório do Procurador-Geral da Carolina do Norte inicialmente tenha contestado o relatório, em 11 de abril de 2007, anunciou que todas as acusações contra os três jogadores de lacrosse foram retiradas.
Cooper também tomou a medida incomum de declarar os jogadores acusados inocentes. Ele anunciou que Mangum não seria processada, afirmando que os investigadores e advogados que a entrevistaram acreditavam que "ela pode realmente acreditar nas muitas histórias diferentes que contou... é no melhor interesse da justiça não apresentar acusações".
Em 12 de abril de 2007, o procurador-geral, ao declarar Seligmann, Finnerty e Evans inocentes, descreveu Nifong como um "promotor desonesto".

### Testes de DNA
Logo após a festa, a promotoria ordenou que 46 dos 47 membros da equipe de lacrosse fornecessem amostras de DNA, embora alguns membros não tivessem comparecido ao evento. O único membro negro da equipe foi isentado porque Mangum afirmou que seus agressores eram brancos. Em 10 de abril de 2006, o promotor distrital anunciou que os testes de DNA realizados pelo laboratório de crimes do estado não conectaram nenhum dos 46 membros testados da equipe ao suposto estupro.
Após os testes iniciais do laboratório estadual de crimes, o promotor Nifong contratou os serviços de um laboratório privado, DNA Security, Inc. (DSI), de Burlington, Carolina do Norte, para realizar testes adicionais. DNA de vários homens não identificados foi encontrado em evidências forenses de Mangum e em itens do kit de estupro testados, mas nenhum correspondia a qualquer um dos jogadores de lacrosse. Nifong representou falsamente ao tribunal e ao público que o DNA encontrado era apenas de uma única fonte masculina, o namorado de Mangum.
Em uma moção apresentada em 15 de dezembro de 2006, os advogados de defesa argumentaram que o relatório de análise de DNA elaborado pela DSI e fornecido pelo escritório de Nifong estava incompleto, pois omitia informações mostrando que nenhum material genético de vários homens encontrados em Mangum correspondia a qualquer amostra de DNA da equipe de lacrosse. Brian Meehan, diretor da DSI que escreveu o relatório enganoso, testemunhou que seu laboratório não tentou reter informações, mas reconheceu que a decisão de não divulgar o relatório completo violava as políticas do laboratório. Meehan testemunhou que, após discussões com Nifong, decidiu não divulgar os nomes das pessoas excluídas pelos testes de DNA (todos os 46 membros testados da equipe de lacrosse) para proteger a privacidade dos jogadores não implicados no caso. No entanto, dois jogadores (Seligmann e Finnerty) já haviam sido indiciados por estupro mais de três semanas antes da data de divulgação do relatório. Meehan foi demitido em outubro de 2007 devido às suas ações neste caso.
DNA também foi coletado de todas as superfícies de três unhas falsas de Mangum recuperadas do lixo no banheiro da casa da festa (amplamente, mas incorretamente, reportado como DNA coletado apenas da "parte inferior" de uma única unha). De acordo com a DNA Security, o DNA das unhas apresentou algumas características semelhantes ao DNA de Evans. No entanto, a correspondência não era conclusiva, pois 2% da população masculina (incluindo Evans) não poderiam ser excluídos com base na amostra. Além disso, como Evans morava na casa, os advogados de defesa argumentaram que qualquer DNA presente poderia ter vindo de papel higiênico, cotonetes ou outro lixo relacionado à higiene que estava no cesto de lixo junto com a unha. Isso foi confirmado posteriormente pela investigação do Procurador-Geral Cooper: "na medida em que o DNA de Evans não pôde ser excluído, os especialistas do SBI confirmaram que o DNA poderia facilmente ter sido transferido para as unhas a partir de outros materiais no cesto de lixo".
Nifong argumentou que a falta de evidências de DNA não é incomum e que 75–80% dos casos de agressão sexual não possuem evidências de DNA. Vítimas de estupro frequentemente atrasam a denúncia por dias ou semanas, destruindo inadvertidamente evidências de DNA. No entanto, neste caso, Mangum passou por um exame de kit de estupro apenas algumas horas após o término da festa, então os especialistas acreditavam que era improvável que houvesse evidências de DNA implicando qualquer jogador.
Nifong foi julgado por violações éticas em 14 de junho de 2007. Naquele dia, as descobertas completas de DNA foram reveladas durante o testemunho do advogado de defesa Brad Bannon. De acordo com estimativas conservadoras, o laboratório descobriu pelo menos DNA de dois homens não identificados na região pubiana de Mangum; pelo menos DNA de dois homens não identificados no reto dela; pelo menos DNA de quatro a cinco homens não identificados em sua roupa íntima; e pelo menos DNA de um homem identificado em sua vagina.

### Incidente anterior de Finnerty
Em novembro de 2005, Finnerty e dois de seus colegas de equipe de lacrosse da Chaminade High School foram acusados de contravenção por agressão simples em Washington, D.C., após um altercation com um homem de Washington fora de um bar em Georgetown.
Embora o homem tenha alegado que Finnerty o empurrou e ameaçou, ele foi agredido por uma terceira pessoa (um amigo de Finnerty), que admitiu o soco. Testemunhas posteriormente declararam que Finnerty havia sido atingido na cabeça por um amigo da suposta vítima. Embora o homem tenha alegado que Finnerty e seus companheiros o chamaram de "gay" (entre outros nomes pejorativos), o incidente não foi processado como crime de ódio. Finnerty foi inicialmente aceito em um programa de desvio para infratores primários, permitindo que a acusação de agressão simples fosse retirada após a conclusão de seu serviço comunitário.
No entanto, após Finnerty ser acusado em Durham, o promotor de Washington, D.C., cancelou seu acordo de desvio e prosseguiu com o julgamento pela acusação de agressão.
Finnerty foi condenado e sentenciado a seis meses de liberdade condicional. Posteriormente, ele foi repetidamente ameaçado com prisão pelo juiz John H. Bayly, Jr., uma vez após uma postagem anônima em um blog que o acusou falsamente de violar uma ordem que o proibia de estar em Georgetown; e novamente após estar ausente de casa e perder um toque de recolher obrigatório para trabalhar em sua defesa em Durham. No entanto, ele havia obtido permissão do juiz para essa ausência. De acordo com R. B. Parrish, esse tratamento foi semelhante a tentativas do governo de pressionar testemunhas a depor de uma maneira específica.
Em janeiro de 2007, a condenação de Finnerty por agressão foi anulada por uma ordem assinada por Bayly, e seu registro foi limpo.

## Irregularidades na investigação e no processo

### Credibilidade de Crystal Mangum como acusadora

#### Possível intoxicação e estado mental
Advogados dos jogadores de lacrosse da Duke afirmaram que Mangum estava intoxicada com álcool e possivelmente outras drogas na noite da festa. Por sua própria admissão à polícia, Mangum havia tomado Flexeril receitado e bebido "uma ou duas cervejas de tamanho grande" antes de ir à festa.
O escritório do Procurador-Geral posteriormente observou que Mangum havia tomado Ambien, metadona, Paxil e amitriptilina, embora não esteja claro quando ela começou a tomar esses medicamentos. Ela tinha um longo histórico de problemas mentais e, segundo relatos, foi diagnosticada com transtorno bipolar.

#### Inconsistências na história de Mangum
Ao longo do escândalo, relatórios policiais, investigações da mídia e moções dos advogados de defesa trouxeram à tona várias inconsistências importantes na história de Mangum.
Algumas das questões sobre sua credibilidade incluíam:
- A polícia de Durham afirmou que Mangum mudava constantemente sua história e não era confiável, relatando que ela inicialmente disse ter sido estuprada por 20 homens brancos, reduzindo posteriormente o número para três.
- Outro relatório policial indica que Mangum inicialmente alegou ter sido apalpada, e não estuprada, mas mudou sua história antes de ir ao hospital.
- Em 22 de dezembro de 2006, Nifong abandonou as acusações de estupro após Mangum declarar que foi penetrada por trás, mas que não sabia com o quê. Na Carolina do Norte, a penetração com um objeto é considerada agressão sexual, não estupro.[84]
- Em 11 de janeiro de 2007, várias outras inconsistências vieram à tona após a defesa apresentar uma moção detalhando sua entrevista de 21 de dezembro de 2006. Por exemplo, ela mudou detalhes sobre quando foi atacada, quem a atacou e como a atacaram:[85]
  - Na nova versão da entrevista de 21 de dezembro, Mangum afirma que foi atacada entre 23h35 e meia-noite, muito antes de suas acusações anteriores. Esse novo horário era anterior às evidências de álibi bem documentadas para Seligmann, que o colocavam fora da casa. No entanto, a defesa afirmou que, durante esse novo horário, Seligmann estava ao telefone com sua namorada durante o auge do ataque. Além disso, Mangum recebeu uma ligação às 23h36 e alguém permaneceu na linha por 3 minutos, o que seria durante a festa, de acordo com o novo cronograma.
  - A nova declaração contradizia fotos com carimbo de data e hora que mostram Mangum dançando entre 00h00 e 00h04. Se o horário revisado fosse verdadeiro, significaria que as duas mulheres permaneceram na festa por quase uma hora após o suposto ataque. Kim Roberts saiu com Mangum às 00h53. Em sua declaração de abril, Mangum disse que elas saíram imediatamente após o ataque.
  - Mangum mudou os nomes de seus agressores, alegando que eles usaram vários pseudônimos.
  - Ela também mudou sua descrição de Evans. Anteriormente, disse que foi atacada por um homem que se parecia com Evans, com a adição de um bigode. Mais tarde, afirmou que esse agressor tinha uma barba rala.
  - Mangum alegou que Evans ficou na frente dela, forçando-a a realizar sexo oral. Anteriormente, ela afirmou que Seligmann fez isso. Na última declaração, disse que Seligmann não cometeu nenhum ato sexual com ela e que ele disse que não poderia participar porque estava prestes a se casar. Embora ele tivesse uma namorada, não há evidências de que estavam noivos ou planejando casamento.
- O Procurador-Geral da Carolina do Norte, Roy Cooper, disse que Mangum deu várias versões diferentes do ataque. Em uma versão, ela afirmou que foi suspensa no ar e agredida por todos os três no banheiro. Cooper disse que esse evento parecia muito implausível devido ao pequeno tamanho do banheiro. De acordo com uma investigação do 60 Minutes, Mangum deu pelo menos uma dúzia de histórias diferentes.[86]
- O The News & Observer, segundo maior jornal da Carolina do Norte, conduziu sua própria investigação. Determinou que Mangum deu pelo menos cinco versões diferentes do incidente à polícia e a entrevistadores médicos até agosto de 2006.[87]
- Em um momento, Mangum disse que tanto Evans quanto Finnerty a ajudaram a entrar em seu carro ao sair. No entanto, uma foto mostra ela sendo ajudada por outro jogador. Registros eletrônicos e testemunhas relataram que Evans e Finnerty já haviam saído antes dela. Ao ver a foto, Mangum alegou que ela deveria ter sido manipulada ou que a Universidade Duke pagou alguém para isso.[86]
- Mangum não identificou consistentemente os mesmos três réus nas identificações fotográficas. Relatórios da mídia revelaram pelo menos duas identificações fotográficas em março e abril, nas quais ela foi solicitada a lembrar quem viu na festa e em que capacidade. Na identificação de março, ela não escolheu Evans. Durante essas duas sessões, ela identificou apenas Brad Ross com 100% de certeza como estando na festa.[88] Após ser identificado, Ross forneceu aos investigadores policiais evidências de que estava com sua namorada na Universidade Estadual da Carolina do Norte antes, durante e após a festa — por meio de registros de celular e um afidávit de uma testemunha.[88][89]

#### Outras questões de credibilidade
Os advogados de defesa da Duke ou relatórios da mídia indicaram:
- A segunda dançarina que se apresentou na casa, Kim Roberts, disse que Mangum não foi estuprada. Ela afirmou que Mangum não estava visivelmente ferida. Da mesma forma, ela refutou outros aspectos da história de Mangum, incluindo negar que a ajudou a se vestir após a festa e dizendo que elas não foram separadas à força pelos jogadores, como Mangum relatou.[90]
- Resultados de DNA revelaram que Mangum teve relações sexuais com um homem que não era jogador de lacrosse da Duke. O advogado Joseph Cheshire disse que os testes indicaram que o DNA de uma única fonte masculina veio de um esfregaço vaginal. Veículos da mídia relataram que esse DNA era do namorado dela.[65] No entanto, foi posteriormente revelado que DNA de vários homens que não eram os jogadores de lacrosse nem o namorado de Mangum foi encontrado, mas que essas descobertas foram deliberadamente ocultadas do tribunal e da defesa.[91]
- Ela havia feito uma alegação semelhante no passado que não levou adiante. Em 18 de agosto de 1996, a dançarina — então com 18 anos — disse a um policial em Creedmoor que havia sido estuprada por três homens em junho de 1993, segundo um documento policial. O policial que recebeu o relato na época pediu que ela escrevesse uma linha do tempo detalhada dos eventos da noite e trouxesse o relato de volta à polícia, mas ela nunca retornou.[15][92][23]
- O segurança do clube de striptease disse que Mangum contou a colegas de trabalho, quatro dias após a festa, que iria conseguir dinheiro de alguns garotos de uma festa da Duke que não a haviam pago, mencionando que os garotos eram brancos. O segurança não deu muita importância porque sentiu que ninguém a levava a sério.[93]
- Mangum foi presa em 2002 por roubar um táxi de um clube de striptease onde trabalhava. Ela liderou uma perseguição em alta velocidade antes de ser detida, momento em que seu nível de álcool no sangue estava mais que o dobro do limite legal.[94] Ela foi condenada a três finais de semana em detenção.[14][95]

### Ações do Departamento de Polícia de Durham
Advogados e a mídia questionaram os métodos do processo de identificação fotográfica e argumentaram que o supervisor policial do caso, Sargento Mark Gottlieb, havia alvejado injustamente estudantes da Duke no passado.

#### Identificação fotográfica
Advogados e relatórios da mídia sugeriram que o processo de identificação fotográfica foi gravemente falho. Durante as identificações fotográficas, Mangum foi informada de que estaria vendo jogadores de lacrosse da Universidade Duke que estiveram na festa, e foi perguntado se ela se lembrava de tê-los visto na festa e em que capacidade. Advogados de defesa afirmaram que isso era essencialmente um "teste de múltipla escolha no qual não havia respostas erradas", enquanto o professor de direito da Duke, James Earl Coleman Jr., afirmou que "[o oficial estava dizendo à testemunha que todos são suspeitos e, na prática, 'Escolha três.' Isso é completamente errado."
As diretrizes do Departamento de Justiça dos Estados Unidos sugerem incluir pelo menos cinco fotos de preenchimento não suspeitas para cada suspeito incluído, assim como a Ordem Geral 4077 do Departamento de Polícia de Durham, adotada em fevereiro de 2006.
Ross (o único jogador que ela identificou como presente na festa com 100% de certeza em ambos os procedimentos) forneceu aos investigadores policiais evidências de que estava com sua namorada na Universidade Estadual da Carolina do Norte antes, durante e após a festa, por meio de registros de celular e um afidávit de uma testemunha. Outra pessoa identificada pela acusadora em abril também forneceu evidências de que não esteve na festa. Em relação à identificação de Seligmann, a confiança de Mangum aumentou de 70% em março para 100% em abril. Gary Wells — um professor da Universidade Estadual de Iowa e especialista em procedimentos de identificação policial — afirmou que a memória não melhora com o tempo.
De acordo com a transcrição da identificação fotográfica divulgada no The Abrams Report, Mangum também afirmou que David Evans tinha um bigode na noite do ataque. O advogado de Evans declarou que seu cliente nunca teve bigode e que fotos, assim como testemunhos de testemunhas, revelariam que Evans nunca teve bigode.

#### Acusações de táticas de intimidação
Advogados de defesa sugeriram que a polícia usou táticas de intimidação contra testemunhas. Em 11 de maio, Moezeldin Elmostafa, um motorista de táxi imigrante que assinou uma declaração juramentada sobre o paradeiro de Seligmann que os advogados de defesa dizem fornecer um álibi sólido, foi preso por uma acusação de furto de 2 anos e meio. Os policiais que o prenderam primeiro perguntaram se ele tinha algo novo a dizer sobre o caso de lacrosse. Quando ele se recusou a alterar seu testemunho, foi detido. Uma prisão e condenação teriam destruído sua chance de cidadania e poderiam ter levado à sua deportação. Elmostafa foi posteriormente julgado pela acusação de furto e absolvido, após uma fita de segurança granulada provar que um segurança, que era a principal testemunha da promotoria, havia "se lembrado mal" dos eventos.
A polícia também prendeu o ex-marido de Mangum, Kenneth McNeil; seu namorado, Matthew Murchison; e outro amigo, com a resolução de seus casos separados inteiramente nas mãos do Promotor Distrital Nifong. A filha do chefe de polícia de Durham foi presa por um mandado antigo, e o próprio chefe permaneceu ausente do serviço e invisível para a imprensa durante a maior parte do caso.

#### Supervisor
O The News & Observer sugeriu que o supervisor da investigação de lacrosse, Sargento Mark Gottlieb, havia perseguido injustamente estudantes da Duke no passado, colocando em questão algumas de suas táticas de investigação. Gottlieb fez um número desproporcional de prisões de estudantes da Duke por violações de contravenção, como portar um recipiente aberto de álcool. Normalmente, essas violações resultam em uma multa rosa semelhante a uma multa de trânsito.
De maio de 2005 a fevereiro de 2006, quando o Sargento Gottlieb era um oficial de patrulha no Distrito 2, ele fez 28 prisões no total. Vinte dessas prisões foram de estudantes da Duke, e pelo menos 15 foram algemados e levados para a prisão. Isso está em forte contraste com os outros dois oficiais de serviço no mesmo distrito durante esse mesmo período de 10 meses. Eles fizeram 64 prisões no total, apenas duas das quais eram de estudantes da Duke. Da mesma forma, o The News & Observer acusou Gottlieb de tratar não-estudantes de maneira muito diferente. Por exemplo, ele registrou um jovem por portar ilegalmente uma pistola calibre .45 escondida e posse de maconha (crimes muito mais graves do que os cometidos pelos estudantes da Duke que foram presos), mas não o levou para a prisão. Moradores elogiaram Gottlieb por lidar de forma justa com festas barulhentas e condutas desordeiras de estudantes.
O jornal estudantil da Duke, The Chronicle, relatou outros exemplos de violência e desonestidade do Sargento Gottlieb. Publicou que um estudante deu uma festa em sua casa alugada fora do campus leste antes de um show dos The Rolling Stones em outubro de 2005. Na manhã após o show, às 3h da manhã, o Sargento Gottlieb liderou uma batida na casa com outros nove oficiais enquanto os estudantes estavam meio adormecidos. Foi relatado que um estudante foi arrastado da cama e depois arrastado pelas escadas, que todos os sete moradores da casa foram algemados, presos e levados sob custódia por violar uma ordenança de ruído e violações de recipiente aberto de álcool. O Sargento Gottlieb teria dito a um estudante, um cidadão americano de ascendência sérvia, que ele poderia ser deportado. Outras histórias incluem o ato de jogar um homem de 130 libras contra seu carro por uma violação de recipiente aberto de álcool, recusar a identificação de um estudante porque ele era estrangeiro, revistar uma bolsa sem mandado, recusar-se a informar uma estudante sobre seus direitos e acusações de perjúrio.

### Ações de Nifong

#### Possível motivação política
Na época em que as alegações de estupro foram feitas, em março de 2006, Mike Nifong estava no meio de uma campanha difícil para as primárias do Partido Democrata para manter sua posição como Promotor Distrital do Condado de Durham, enfrentando forte oposição. Entendia-se que, se Nifong perdesse as primárias, ele provavelmente perderia seu emprego. Alguns comentaristas opinaram que a perseguição de Nifong aos jogadores de lacrosse da Duke e suas muitas declarações à mídia foram motivadas por sua estratégia política para atrair eleitores afro-americanos. As primárias foram realizadas em 6 de maio de 2006, e Nifong venceu por uma margem estreita de 883 votos. Os resultados mostraram que Nifong venceu as primárias com base no forte apoio da comunidade negra. Nifong venceu a eleição geral em novembro de 2006, embora por uma margem menor do que o habitual para candidatos democratas no Condado de Durham na época.

#### Investigador-chefe da promotoria
Nifong contratou Linwood E. Wilson como seu investigador-chefe. Durante a carreira de detetive particular de Wilson, pelo menos sete inquéritos formais sobre sua conduta foram realizados. Em 1997, Wilson foi repreendido pela comissão estadual. Após seu recurso da decisão ser rejeitado, ele permitiu que sua licença de detetive expirasse. Em resposta às críticas, Wilson afirmou que ninguém nunca questionou sua integridade. Em 25 de junho de 2007, logo após a cassação e remoção de Nifong do cargo, foi relatado que o substituto interino de Nifong, o promotor distrital Jim Hardin Jr., demitiu Wilson de seu posto.

## Efeitos mais amplos

### Efeitos sobre o corpo docente da Duke
Mike Pressler, treinador da equipe de lacrosse, recebeu e-mails ameaçadores e ligações de ódio, teve placas difamatórias colocadas em sua propriedade e foi frequentemente vítima de vandalismo após as acusações. Em 5 de abril de 2006, ele renunciou (mais tarde revelado que foi forçado) pouco depois que o e-mail de McFadyen se tornou público. Por meio de seu advogado, ele afirmou que sua renúncia não era uma admissão de irregularidades de sua parte. No mesmo dia, Richard H. Brodhead, presidente da Universidade Duke, suspendeu o restante da temporada de lacrosse.
Outros membros do corpo docente da Duke (às vezes referidos como o Grupo dos 88) foram criticados por sua carta sobre o "Desastre Social" e por comentários e reações individuais que criaram uma percepção de prejulgamento.

### Efeito sobre os estudantes da Duke
Logo após a festa, o presidente da universidade alertou em um e-mail para toda a escola sobre ameaças de violência de gangues contra estudantes da Duke. Outros estudantes da Duke relataram terem sido ameaçados. Multidões protestaram do lado de fora da casa onde ocorreu a festa, batendo panelas nas primeiras horas da manhã.
Fotos dos membros da equipe de lacrosse foram amplamente exibidas em Durham e no campus da Universidade Duke, com legendas pedindo que eles se apresentassem com informações sobre o incidente.

#### Publicação da identidade de Mangum
Fotos parcialmente obscurecidas de Mangum na festa foram transmitidas pelo The Abrams Report no canal de notícias a cabo MSNBC e pela afiliada local de televisão NBC 17 WNCN [en] na Carolina do Norte. Em 21 de abril de 2006, o apresentador de rádio falante Tom Leykis [en] revelou o nome de Mangum durante seu programa de rádio sindicalizado nacionalmente. Leykis já revelou identidades de acusadores de agressão sexual no passado. Em 15 de maio de 2006, o apresentador da MSNBC Tucker Carlson revelou apenas o primeiro nome de Mangum em seu programa, Tucker.
Em 11 de abril de 2007, várias outras fontes de mídia mainstream revelaram ou usaram o nome e/ou a foto de Mangum após o procurador geral retirar todas as acusações e declarar os jogadores inocentes. Essas fontes incluem: CBS, The News & Observer, WRAL [en], todos os jornais da The McClatchy Company [en] (que inclui 24 jornais em todo o país), Fox News, The Charlotte Observer, o New York Post, o The Daily Show da Comedy Central (data de exibição 12 de abril de 2007) e MSNBC.

### Efeito nas relações comunitárias
As alegações inflamaram as já tensas relações entre a Universidade Duke e sua cidade anfitriã, Durham, com membros da equipe de lacrosse da Duke sendo vilipendiados na imprensa e difamados dentro e fora do campus. Em 1º de maio de 2006, os Novos Panteras Negras realizaram um protesto do lado de fora da Universidade Duke. Muitos dos manifestantes estavam usando facas nos cintos. "Antes de entrar no campus, um líder do protesto disse: 'Estamos conduzindo uma investigação independente e pretendemos entrar no campus e entrevistar jogadores de lacrosse. Buscamos garantir uma acusação adequada, forte e vigorosa.' Quão assustador é isso? Como esses jovens poderiam estar seguros, nas aulas e no campus? Isso mostra o quanto o pensamento estava fora de controle, o quão louco foi aquele momento." O caso atraiu atenção nacional e destacou tensões raciais na área de Durham.

### Envolvimento de Jesse Jackson e Rainbow/PUSH
Em 2006, Jesse Jackson prometeu que a Rainbow/PUSH Coalition pagaria a mensalidade universitária de Mangum. Jackson disse que a oferta de mensalidade continuaria válida mesmo que Mangum tivesse fabricado sua história.

## Consequências

### Mike Nifong
Em 16 de junho de 2007, a Ordem dos Advogados da Carolina do Norte ordenou a cassação de Nifong após um painel disciplinar de três membros considerá-lo unanimemente culpado de fraude, desonestidade, engano ou deturpação; de fazer declarações falsas de fatos materiais perante um juiz; de fazer declarações falsas de fatos materiais perante investigadores da ordem; e de mentir sobre a retenção de evidências de DNA exculpatórias.
Após o anúncio da Ordem dos Advogados, Nifong apresentou uma carta de renúncia ao cargo de promotor do condado de Durham, que teria efeito em julho de 2007. No entanto, em 18 de junho, o juiz do Tribunal Superior de Durham, Orlando Hudson, ordenou que Nifong fosse imediatamente removido do cargo.
Em 31 de agosto de 2007, Nifong foi considerado em desacato criminal ao tribunal por fazer declarações falsas intencionalmente ao tribunal durante os procedimentos criminais. O juiz do Tribunal Superior de Durham, W. Osmond Smith III, sentenciou Nifong a um dia de prisão, que ele posteriormente cumpriu.

### Crystal Mangum
Em 15 de dezembro de 2006, foi relatado que Mangum estava grávida e o juiz no caso ordenou um teste de paternidade.
Em maio de 2008, Mangum formou-se na Universidade Central da Carolina do Norte com um diploma em psicologia policial.
Em 22 de agosto de 2008, um comunicado à imprensa anunciou a publicação planejada para outubro de 2008 de um livro de memórias de Mangum, The Last Dance for Grace: The Crystal Mangum Story. O comunicado indicava que o livro "não pode e não aborda os aspectos legais complexos do caso", mas que "a confusão dos fatos sobre a vida de Crystal, juntamente com o desejo do Procurador-Geral da Carolina do Norte, Roy Cooper, de resolver a disputa sobre a descoberta de arquivos abertos, engoliu o caso por completo". O advogado de defesa Joseph Cheshire respondeu à notícia dizendo que, se o livro fosse verdadeiro, "acho que seria fabuloso, e não acho que ninguém pensaria mal dela de forma alguma", mas que, se as memórias não reconhecessem a falsidade de suas alegações contra os jogadores, ele aconselharia os jogadores a iniciar uma ação civil contra ela. Seu livro foi publicado no final daquele ano. Nele, ela continuou a sustentar que havia sido estuprada na festa e que a retirada do caso foi politicamente motivada. O livro delineou sua vida anterior, incluindo a alegação de que ela foi estuprada pela primeira vez aos 14 anos.
Em novembro de 2013, ela foi considerada culpada de assassinato em segundo grau após esfaquear o namorado Reginald Daye, que morreu 10 dias depois. Ela argumentou que agiu em legítima defesa, temendo que Daye a matasse.
Durante uma entrevista em podcast em 11 de dezembro de 2024, Crystal Mangum admitiu que "inventou uma história que não era verdadeira" sobre os jogadores de lacrosse brancos que participaram de uma festa onde ela foi contratada como stripper, e queria se desculpar publicamente por suas ações.

### Seligmann, Finnerty e Evans
Em 18 de junho de 2007, a Universidade Duke anunciou que chegou a um acordo com Seligmann, Finnerty e Evans. Nenhum detalhe do acordo foi divulgado.
Foi relatado que a Duke concordou em pagar US$ 60 milhões aos três acusados (com cada jogador recebendo US$ 20 milhões), sujeito a requisitos de confidencialidade. O advogado de Seligmann disse ao New York Daily News que o acordo "não chegou nem perto desse valor".
Seligmann matriculou-se como estudante na Universidade Brown no outono de 2007 e foi uma parte importante para Brown alcançar o torneio de lacrosse da NCAA de 2009 [en], além de uma classificação nacional número 10. Ele tornou-se um arrecadador de fundos ativo e apoiador do Projeto Inocência [en]. Ele se formou em Brown em 2010 e na Escola de Direito da Universidade Emory em 2013. Ele afirmou que sua experiência durante o caso de lacrosse da Duke o motivou a frequentar a faculdade de direito e seguir uma carreira jurídica.
Finnerty matriculou-se no Colégio Loyola em Maryland [en], liderando a equipe em pontuação enquanto os Greyhounds se qualificaram para o torneio de lacrosse da NCAA de 2010 [en]. Finnerty formou-se em Loyola em maio de 2010.
Evans, que já havia se formado na Duke antes de ser acusado, recebeu um MBA da Wharton School da Universidade da Pensilvânia em maio de 2012.

### Equipe masculina de lacrosse da Duke
Em janeiro de 2007, o membro da equipe de lacrosse Kyle Dowd entrou com uma ação judicial contra a Universidade Duke e contra uma professora associada visitante e membro do Grupo dos 88, Kim Curtis, alegando que ele e outro colega de equipe receberam notas de reprovação em seu trabalho final como uma forma de retaliação após o escândalo. O caso foi resolvido com termos não divulgados, exceto que a nota de Dowd foi alterada para P (de "Pass", aprovado).
O professor Houston Baker, que continuou a acusar Dowd e outros de serem "hooligans" e "estupradores", chamou a mãe de Dowd de "mãe de um animal de fazenda" após ela enviar um e-mail para ele. O reitor da Duke, Peter Lange, respondeu a Baker, criticando-o por prejulgamento da equipe com base em raça e gênero, citando isso como uma tática clássica de racismo.
O diretor atlético da Duke na época, Joe Alleva, que forçou a renúncia do treinador de lacrosse Mike Pressler, enfrentou críticas por sua condução do caso. Em 2008, Alleva anunciou que estava deixando a Duke para assumir o cargo de diretor atlético na Universidade Estadual da Louisiana. A equipe de lacrosse, reintegrada para a temporada de 2007, alcançou as finais da NCAA como cabeça-de-chave número 1. Os Blue Devils perderam para os Blue Jays da Universidade Johns Hopkins [en] no campeonato, por 12–11.
Em maio de 2007, a Duke solicitou que a NCAA restaurasse um ano de elegibilidade para os jogadores da equipe masculina de 2006, parte de cuja temporada foi cancelada. A NCAA concedeu o pedido da equipe para mais um ano de elegibilidade, que se aplica aos 33 membros da equipe de 2006 que eram calouros, secundaristas ou juniores em 2006 e que permaneceram na Duke em 2007. Quatro dos veteranos de 2006 frequentaram a pós-graduação na Duke em 2007 e jogaram pela equipe. Em 2010, o último ano em que a equipe incluiu veteranos de quinto ano (calouros em 2006), a Duke venceu o Campeonato de Lacrosse da NCAA, derrotando Notre Dame por 6–5 na prorrogação, conquistando o primeiro título de lacrosse da escola.
Em 7 de junho de 2007, foi anunciado que o treinador de lacrosse Mike Pressler e a Duke chegaram a um acordo financeiro. Pressler foi posteriormente contratado como treinador pela Universidade Bryant em Rhode Island, que na época era da Divisão II (agora Divisão I). Em outubro de 2007, Pressler entrou com uma ação buscando anular o acordo e realizar um julgamento sobre sua reivindicação de demissão injusta, alegando que o porta-voz da Duke, John Burness, fez comentários depreciativos sobre ele. Após a Duke falhar em uma tentativa de ter o caso arquivado, a questão foi resolvida em 2010, com a Duke emitindo um pedido de desculpas em um comunicado à imprensa, mas recusando-se a comentar sobre qualquer compensação a Pressler.

### Universidade Duke
Em 29 de setembro de 2007, o presidente da Duke, Brodhead, falando em uma conferência de dois dias na Escola de Direito da Duke sobre a prática e a ética de julgar casos na mídia, pediu desculpas por "causar às famílias a sensação de abandono quando mais precisavam de apoio".
Em 12 de julho de 2010, a Duke demoliu a casa onde a festa ocorreu, localizada na 610 North Buchanan Boulevard, após ela permanecer desocupada pelos quatro anos seguintes ao caso de lacrosse da Duke.

### Sargento Mark Gottlieb
Em julho de 2014, o Sargento Mark Gottlieb morreu por suicídio no Condado de DeKalb, Geórgia, onde trabalhava como paramédico.

## Ações judiciais movidas pelos jogadores
Em 7 de setembro de 2007, foi relatado que os três jogadores acusados (Seligmann, Finnerty e Evans), que já haviam chegado a um acordo com a Universidade Duke, planejavam entrar com uma ação judicial por violações de seus direitos civis contra a cidade de Durham e vários funcionários da cidade, a menos que a cidade aceitasse um acordo que incluísse o pagamento de US$ 30 milhões ao longo de cinco anos e a aprovação de novas leis de reforma da justiça criminal. O seguro de responsabilidade civil da cidade cobre até US$ 5 milhões.
Os advogados citaram três principais áreas de vulnerabilidade para a cidade:
- O procedimento de identificação fotográfica apenas de suspeitos dado a Mangum.
- Grandes discrepâncias nas anotações feitas pelo Investigador Benjamin Himan durante sua entrevista com Mangum em março e as anotações do Sargento Gottlieb em julho.
- A divulgação de um cartaz do CrimeStoppers pela polícia logo após as alegações de que uma mulher "foi sodomizada, estuprada, agredida e roubada. Este crime horrível causou ondas de choque em nossa comunidade."[157]

Durham recusou a oferta de acordo e, em 5 de outubro de 2007, os três jogadores acusados entraram com uma ação federal alegando uma ampla conspiração para incriminá-los. Nomeados na ação estavam Nifong, o laboratório que realizou o trabalho de DNA, a cidade de Durham, o ex-chefe de polícia da cidade, o chefe de polícia adjunto, os dois detetives que lidaram com o caso e cinco outros funcionários do departamento de polícia. Os jogadores buscavam danos não especificados e também queriam colocar o Departamento de Polícia de Durham sob supervisão judicial por 10 anos, alegando que as ações do departamento de polícia representavam "um risco substancial de danos irreparáveis a outras pessoas na cidade de Durham". De acordo com a ação, Nifong orquestrou a conspiração para ajudá-lo a ganhar apoio para sua candidatura à eleição. Nifong teria dito ao seu gerente de campanha que o caso lhe proporcionou "milhões de dólares em publicidade gratuita".
Em 15 de janeiro de 2008, a cidade de Durham apresentou uma moção para ser removida como ré, argumentando que não tinha responsabilidade pelas ações de Nifong. No mesmo dia, Nifong pediu falência. Em 27 de maio de 2008, o juiz William L. Stocks suspendeu a restrição do pedido de falência de Nifong e decidiu que a ação dos demandantes poderia prosseguir.
Em 16 de maio de 2014, os três jogadores de lacrosse acusados e a cidade de Durham resolveram sua longa disputa judicial. Seligmann, Finnerty e Evans concordaram em abandonar a ação e não receberam nenhuma compensação monetária. A cidade concordou em fazer uma doação de US$ 50.000 para a Comissão de Inquérito sobre Inocência da Carolina do Norte.

## Ação judicial movida por jogadores não acusados e suas famílias
Em 21 de fevereiro de 2008, as famílias de 38 dos 47 membros da equipe de lacrosse que não foram acusados entraram com uma ação judicial de 225 páginas contra a Universidade Duke, o Hospital da Universidade Duke, a cidade de Durham e vários funcionários de cada organização por múltiplas acusações de assédio, privação de direitos civis, quebra de contrato e outras reivindicações.
Um porta-voz da Universidade Duke respondeu que "agora vimos a ação judicial e, como dissemos antes, se esses demandantes têm uma queixa, é contra o Sr. Nifong. A estratégia legal deles – atacar a Duke – é equivocada e sem mérito. Para ajudar essas famílias a seguirem em frente, a Duke ofereceu cobrir os custos de quaisquer honorários advocatícios ou outras despesas diretas, mas eles rejeitaram essa oferta. Defenderemos vigorosamente a universidade contra essas reivindicações." A cidade nunca divulgou uma resposta oficial à ação. A ação contra a universidade foi resolvida extrajudicialmente em 2013. Nenhuma das partes discutiu os detalhes do acordo.

## Documentário da ESPN:Fantastic Lies
O documentário de 2016, Fantastic Lies, que abordou o caso e suas consequências, fez parte da série de filmes 30 for 30 da ESPN. Ele estreou em 13 de março de 2016, exatamente 10 anos após os jogadores de lacrosse terem organizado a festa onde Mangum alegou ter sido estuprada.
Entre os jornalistas convidados a contribuir estava o analista de basquete universitário da ESPN e ex-aluno da Duke Jay Bilas, que, em sua outra capacidade como advogado praticante, escreveu posteriormente uma carta à administração da universidade criticando sua condução de todo o caso e descrevendo o presidente Brodhead como "incapaz de liderar efetivamente a Duke no futuro". Crystal Mangum foi abordada pela equipe do filme para contar seu lado da história e concordou em fazê-lo, mas as autoridades prisionais não permitiram que ela fosse filmada. Nenhum dos jogadores envolvidos no caso apareceu no filme, mas os pais de Seligmann e o pai de Finnerty participaram.

## Leituras adicionais
- Until Proven Innocent: Political Correctness and the Shameful Injustices of the Duke Lacrosse Rape Case por Stuart Taylor Jr. e KC Johnson (2007); ISBN 0-312-36912-3
- It's Not About the Truth: The Untold Story of the Duke Lacrosse Rape Case and the Lives It Shattered por Don Yaeger & Mike Pressler (2007); ISBN 1-4165-5146-8
- A Rush to Injustice: How Power, Prejudice, Racism, and Political Correctness Overshadowed Truth and Justice in the Duke Lacrosse Rape Case por Nader Baydoun e R. Stephanie Good (2007); ISBN 978-1-59555-118-4
- The Duke Lacrosse Case: A Documentary History and Analysis of the Modern Scottsboro por R. B. Parrish (2009); ISBN 978-1-4392-3590-4
- Party Like a Lacrosse Star por Paul Montgomery (2007); ISBN 978-0-615-17150-0
- The Last Dance for Grace: The Crystal Gale Mangum Story por Crystal Gale Mangum & Edward Clark (2008); ISBN 978-0-9817837-0-3

## Páginas externas
- Histórias coletadas do The (Raleigh, N.C.) News & Observer
- Exclusivo: Jurados do Grande Júri de Lacrosse da Duke Falam - ABC News
- Transcrição completa e áudio do Discurso de Desculpas do Presidente da Universidade Duke, Richard Brodhead, sobre a Ética e Prática de Julgar Casos na Mídia - AmericanRhetoric.com